# Kotchouli
Kotchouli (en macédonien Кочули) est un village du sud-est de la Macédoine du Nord, situé dans la municipalité de Valandovo. Le village comptait 50 habitants en 2002.

## Démographie
Lors du recensement de 2002, le village comptait :
- Turcs : 49
- Autres : 1